# جمشید عثمانف
جمشید عثمانف (تاجیکی: Ҷамшед Усмонов؛ زاده ۱۳ ژانویه ۱۹۶۵)، کارگردان، تهیه‌کننده و فیلمنامه‌نویس تاجیک و یکی از برجسته‌ترین چهره‌های سینمای معاصر فارسی است.
وی در مدرسه هنرهای زیبای دوشنبه و مدرسه کارگردانی در مسکو تحصیل کرد. فیلم او بهشت فقط برای مردگان در بخش نوعی نگاه در جشنواره فیلم کن سال ۲۰۰۶ به نمایش گذاشته شد.

## فیلم‌شناسی
- ۱۹۹۸: پرواز زنبور
- ۲۰۰۲: فرشته کتف راست
- ۲۰۰۶:بهشت فقط برای مردگان
- ۲۰۱۱: عاشقانه همسرم

## جوایز و افتخارات
- جایزه فدراسیون بین‌المللی منتقدان فیلم در جشنواره فیلم لندن ۲۰۰۲.